# Observatorio de Versailles Saint Quentin en Yvelines
El Observatorio de Versailles Saint Quentin en Yvelines (nombre original en francés: Observatoire de Versailles Saint Quentin en Yvelines ) es un observatorio astronómico afiliado a la Universidad de Versailles Saint Quentin en Yvelines. Construido en Guyancourt, Francia en 2009, se centra en los campos del cambio climático y el desarrollo sostenible.